# Hochingen
Hochingen ist ein abgegangener mittelalterlicher Hof oder Weiler in der Nähe von Schlichten, einem Ortsteil der Großen Kreisstadt Schorndorf im baden-württembergischen Rems-Murr-Kreis. Über den Ort, von dem sich keine Reste erhalten haben, ist nicht mehr viel bekannt.

## Lage und Geschichte
Nach Eugen Bellon befand sich die Siedlung in dem etwa 30 Morgen großen Gewann Hauhecken.
Wahrscheinlich gehörte das Gehöft Hochingen als Wirtschaftshof zu der ehemaligen Burg Heldenstein, genannt das Schlössle von Schlichten. Der Flurname Hauhecken deutet darauf hin, dass das Gehöft eingehegt war. Burg und Hof dienten wohl der Grenzsicherung und bestanden wohl bis 1246. In der Folgezeit wurden Burg Heldenstein und die Siedlung Hochingen aufgegeben. Lediglich von der Burg haben sich Gräben und Wälle erhalten.